# Certonotus farrugiai
Certonotus farrugiai là một loài tò vò trong họ Ichneumonidae.